# 神彩美舞
神彩美舞（神菜美まい、かなみ まい、1997年5月15日—），日本AV女優。隶属于T-POWERS。

## 履历
2021年8月，她作为IdeaPocket的专属女优首次亮相。

## 人物
東京都出身。
爱好是散步、看电影和收集朱印。